# Boulengerochromis microlepis
Boulengerochromis microlepis (Boulenger, 1899) è un pesce d'acqua dolce appartenente alla famiglia Cichlidae, conosciuto come ciclide gigante, nonché unica specie del genere Boulengerochromis Pellegrin, 1904.

## Distribuzione e habitat
Questa specie è endemica del lago Tanganica, in Africa.

## Descrizione
Con una lunghezza massima di 80 cm è il più grande ciclide africano.

## Alimentazione
Ha dieta carnivora ed è un vorace predatore: si nutre prevalentemente di altri pesci.

## Riproduzione
La riproduzione avviene tra marzo e maggio; le femmine depongono fino a 10.000 uova.

## Acquariofilia
B. microlepis è allevato in acquario anche se, viste le dimensioni, non è diffuso in commercio ed è allevato solo da appassionati in vasche di notevole capienza.